# Xenusion auerswaldae
Xenusion auerswaldae (лат.) — вид вымерших беспозвоночных из группы Xenusia. Ранее его относили к кембрию, по современным данным — к эдиакарию. По строению тела напоминает онихофору или примитивное членистоногое. Известен по двум образцам, обнаруженным в ледниковых остатках в Германии, не очень хорошей сохранности. Более старый из образцов длиной 10 см, имеет длинное, слабо сегментированное тело. Вдоль тела проходят маленькие круглые отростки, похожие на конечности современных онихофор, но без когтей. Голова не сохранилась.

## Положение на эволюционном древе

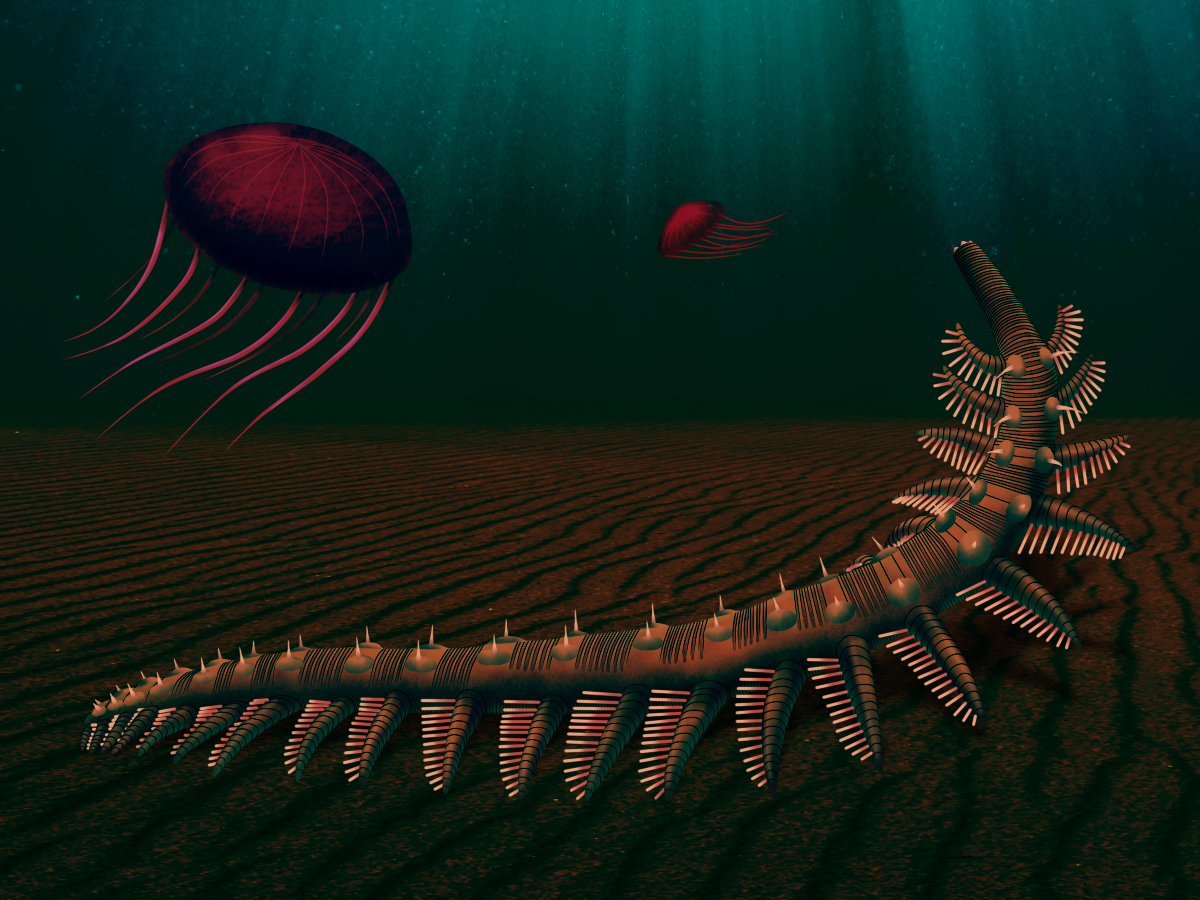
Реконструкция

В слоях протерозоя часто находят отпечатки двух рядов ножек неких существ, возможно подобных Xenusion auerswaldae. Специалист по палеонтологии кембрия, доктор биологических наук Андрей Юрьевич Журавлёв недавно[когда?]

 высказал некоторые взгляды на эволюционное древо, с упоминанием Xenusion auerswaldae, как доказательства возможности первичности существ с конечностями в самом начале древа «Bilateria» (или даже «Eumetazoa»), вместо предполагаемых создателями гипотезы Ecdysozoa гипотетического червеобразного предка. Его точка зрения о происхождении червеобразных животных от существ обладающих конечностями, то есть регрессе, не доказаны, как, впрочем и противоположная «классическая» точка зрения выводящая членистоногие от червеобразных (круглых червей или Scalidophora). Ранее, по поддерживаемой до сих пор некоторыми учёными «целоматной гипотезе», предлагалось членистоногих выводить от кольчатых червей. По мнению Журавлёва, Xenusion auerswaldae и Xenusia вообще могли быть близки к предковым формам двусторонне-симметричных линяющих, а круглые и прочие черви — с его точки зрения уже упростившиеся формы. О регрессе в эволюции многоклеточных высказывались ещё до этого биологи В. Алешин и Н. Петров.

## История находки
Первый научно описанный образец найден Фрицем Кнутом, копавшим канаву в своем саду Зевеков (ныне город Виттсток) в местечке Пригниц. Он передал его Энн Мари фон Ауэрсвальд, директору Краеведческого музея в Пригнице, находящемся в цистерианском женском монастыре Хайлигенграбе. Она же передала их для научных исследований профессору
Иосифу Феликсу Помпецки, директору Геологического-Палеонтологического института и музея университета Фридриха-Вильгельма (ныне Университет Гумбольдта, Берлин). Первая находка помещена в настоящее время в Берлинский Музей Естественной Истории. Удивительно, что эта находка происходит не из коренных отложений, а была обнаружена в эрратическом валуне песчаника, принесенным ледником с территории современной Швеции в неоплейстоцене.
Одни из самых недавних остатков Xenusion auerswaldae найдены на острове Хиддензе в 1978 году Хельгой и Хорстом Дайхфусс, а теперь находятся в собраниях Университета им. Мартина Лютера в городе Галле, в Институте наук о Земле.